# طول‌موج با پاشش صفر
در فیبر نوری تک مد، طول‌موج با پاشش صفر (به انگلیسی: zero-dispersion wavelength) یا طول‌موج صفرپاشش، طول‌موج یا طول‌موج‌هایی است که در آن پاشش مواد و پاشش موجبر یکدیگر را خنثی می‌کنند. در تمام فیبرهای نوری مبتنی‌بر سیلیس، حداقل پاشش مواد به‌طور طبیعی در طول موج تقریباً ۱۳۰۰ نانومتر رخ می‌دهد. فیبر تک‌مُد ممکن است از شیشه‌های مبتنی‌بر سیلیس حاوی مواد ناخالصی ساخته شوند که طول‌موج پاشش مواد و در نتیجه طول‌موج صفرپاشش را به سمت پنجره حداقل تلفات در حدود ۱۵۵۰ نانومتر تغییر می‌دهد. بده‌بستان مهندسی افزایش اندکی در حداقل ضریب تضعیف است. چنین فیبری فیبر با پاشش جابجاشده نامیده می‌شود.
راه دیگر برای تغییردادن پاشش، تغییر اندازه هسته و ضرایب شکست مواد هسته و روکش است. از آنجا که مواد فیبر نوری از قبل برای پَراکُنِش کم و شفافیت بالا بسیار بهینه شده‌اند، روش‌های جایگزین برای تغییر ضریب شکست بررسی شد. به عنوان یک راه حل ساده، فیبرهای مخروطی و فیبرهای حفره‌دار یا فیبرهای کریستال فوتونی (PCF) تولید شدند. اساساً آنها پوشش را با هوا جایگزین می‌کنند. این امر کنتراست شاخص‌های بازتابندگی را تا ۱۰ برابر بهبود می‌بخشد؛ بنابراین، ضریب شکست مؤثر، به ویژه برای طول‌موج‌های بلندتر، تغییر می‌کند. این نوع تغییر ضریب شکست در مقابل طول‌موج به دلیل هندسه متفاوت، پاشش موجبری نامیده می‌شود. همان‌طور که این موجبرهای باریک (قطر هسته ~۱–۳ میکرومتر) با پالس‌های فراکوتاه در طول‌موج صفرپاشش ترکیب می‌شوند، پالس‌ها فوراً توسط پاشش از بین نمی‌روند. پس از رسیدن به یک توان پیک مشخص در پالس ، ضریب شکست غیرخطی نقش مهمی ایفا می‌کند که منجر به فرآیندهای تولید فرکانس مانند مدولاسیون خودفاز (SPM)، ناپایداری مدولاسیونی، تولید و شکافت سالیتون ، مدولاسیون فازتقاطعی (XPM) و موارد دیگر می‌شود. همه این فرایندها مولفه فرکانسی جدیدی تولید می‌کنند، به این معنی که نور ورودی با پهنای‌باند باریک، از طریق فرآیندی به نام تولید ابرپیوستار، به محدوده وسیعی از رنگ‌های جدید گسترش می‌یابد.
این اصطلاح، با کمی مسامحه بیشتر، در فیبر نوری چندمُد نیز به کار می‌رود. در آنجا، به طول‌موجی اشاره دارد که در آن پاشش ماده حداقل است، یعنی اساساً صفر. این به‌طور دقیق‌تر، طول‌موج با پاشش کمینه نامیده می‌شود.

## شیب صفرپاشش
نرخ تغییر پاشش نسبت به طول‌موج در نقطه صفرپاشش، شیب پاشش‌صفر نامیده می‌شود. فیبرهای تک‌مُد با پوشش دوگانه و چهارلایه، دو نقطه صفرپاشش دارند.